# Турдей (Двориковское сельское поселение)
Турдей — деревня в Воловском районе Тульской области России.
В рамках административно-территориального устройства входит в Двориковский сельский округ Воловского района, в рамках организации местного самоуправления включается в Двориковское сельское поселение.

## География
Расположена в 19 км к юго-востоку от районного центра, посёлка городского типа Волово, и в 91 км к юго-востоку от областного центра, г. Тулы. 
Железнодорожная станция Турдей в 14 км к юго-западу, в посёлке Казачка.

## Население
| 2002 | 2010 |
| ---- | ---- |
| 239  | ↘204 |